# Martha Desrumaux
Pour les articles homonymes, voir Desrumaux.
Martha Desrumaux, née le 18 octobre 1897 à Comines (Nord) et morte le 30 novembre 1982 à Évenos (Var), est une figure emblématique du mouvement ouvrier et de la résistance intérieure française, où elle fut l'une des femmes résistantes les plus remarquées.
Ouvrière, militante syndicale de la Confédération générale du travail (CGT) et cadre du Parti communiste français (PCF), elle s'investit durant la première moitié du siècle dans de nombreuses luttes sociales afin d'améliorer les conditions de travail et de rémunération des ouvriers, en particulier dans le Nord. Durant la Seconde Guerre mondiale, entrée en Résistance, elle est déportée au camp de concentration de Ravensbrück pendant plus de trois ans. En 1945, elle est nommée déléguée représentante des déportés dans l'Assemblée consultative réunie par le général de Gaulle, devenant l'une des seize premières représentantes parlementaires en France. Elle est également connue pour son engagement dans la défense des droits des femmes, leur reconnaissance et leur émancipation dans la société.

## Biographie

### Enfance, travail et militantisme
Martha Desrumaux naît le 18 octobre 1897 à Comines dans le Nord de la France. Elle est le sixième des sept enfants d'une famille pauvre : son père Florimond Desrumaux, radical-républicain et laïc, est un employé du gaz qui a été licencié pour insolence ; sa mère, très pieuse, a une jambe amputée. À 9 ans, elle perd son père, pompier volontaire écrasé lors d'une intervention par la charrette qui transporte la pompe à eau. Elle quitte alors l'école et travaille au déchargement des betteraves pour une distillerie, puis est placée comme bonne d'enfants dans une famille bourgeoise de Faches dans la banlieue sud de Lille,. Elle n'a alors que dix ans, et son travail contrevient à la loi du 19 mai 1874 qui interdit le travail des enfants de moins de douze ans,. Elle revient dans sa ville natale quelques mois plus tard et devient ouvrière du textile à l'usine Cousin de Comines. Elle s'intéresse à la politique grâce à son grand frère Émile, libre-penseur et anarcho-syndicaliste. Consciente des conditions de travail difficiles auxquelles elle est confrontée, Martha Desrumaux adhère à la CGT à 13 ans,.
À l'âge de 15 ans, elle rejoint les Jeunesses socialistes, sensible aux discours de Jean Jaurès dont elle entend des témoignages autour d'elle. Pendant la Première Guerre mondiale, les civils et les usines sont évacués vers les zones éloignées du front. Elle part pour Lyon et trouve un emploi aux usines textiles Hassebroucq. En 1917, elle prend la direction d'ouvrières grévistes pour obtenir le retrait d'une caution logement dans leurs contrats de travail, qui empiète sur leur salaire. C'est une première victoire pour la jeune syndicaliste, qui prend pleinement conscience du rôle du collectif dans le règlement des conflits,.

### Responsabilités syndicales, politiques à l'échelle régionale et nationale
Martha Desrumaux devient membre du Parti communiste français dès 1921, juste après sa création (à l'issue du congrès de Tours) ; elle adhère en 1922 à la CGTU. Elle s'implique dans les combats des communistes de cette époque, antimilitarisme (notamment contre l'occupation française de la Ruhr), anticolonialisme et antifascisme.
Lors d'une réunion à Lille, à la demande de Maurice Thorez, elle rédige un télégramme à l'attention du président de la République Gaston Doumergue, dénonçant la guerre coloniale au Maroc.
En 1927 ou 1929 selon les sources, elle est la première femme élue au comité central du Parti communiste. Elle est conviée au dixième anniversaire de la révolution d'Octobre à Moscou, où elle fera des rencontres fondatrices, comme celle de Clara Zetkin, l'initiatrice de la Journée internationale des droits des femmes.
À son retour, elle continue à s'investir syndicalement pour aider les ouvrières du textile à s'organiser dans les usines et les ateliers, pour obtenir de meilleures conditions de travail et de meilleurs salaires. Elle crée le journal L'Ouvrière, qui permet l'information pour une meilleure défense des droits des femmes au travail. Pendant près de quinze ans, elle va être le fer de lance de grèves dans toute la région Nord-Pas-de-Calais, de Bailleul à Halluin, d'Armentières à Watten et à Lille, dans une région où le Consortium textile tente de réduire la main-d'œuvre féminine à une simple variable d'ajustement. En 1928, elle est arrêtée pour complot contre la sûreté intérieure et extérieure de l'État et inculpée pour « violences et voies de fait », après avoir organisé des collectes pour la « grève des dix sous », lancée par la CGTU afin de demander une augmentation des salaires de 50 centimes de l'heure. En 1931, elle part pour un an et demi à Moscou étudier à l'École internationale Lénine ; les rapports soviétiques notent son « intelligence », son « enthousiasme » et son « dévouement illimité pour le parti ». C'est dans ce cadre qu'elle rencontre son futur mari, Louis Manguine, de huit ans son cadet ; ils ont un fils, Louis, né en 1937, et se marient officiellement en 1938. À son retour en France, elle intègre le bureau politique du PCF.
Son combat continue avec l'âpreté du chômage liée à la crise économique des années 1930. Dans le cadre de la CGTU, des comités de sans-travail naissent. Pour une meilleure protection des chômeurs et l'instauration d'une assurance-chômage, Martha Desrumaux va accompagner la Marche de la faim de décembre 1933, composée de chômeurs, qui reçoit un soutien populaire sur tout son parcours de Lille à Saint-Denis. Jusqu'en 1935, d'autres marches convergent vers les centres urbains. « Le mouvement des chômeurs fut un embryon des conditions d'union de la classe ouvrière », analyse-t-elle dans un entretien enregistré.
Lors de la scission entre la Confédération générale du travail (CGT) et la Confédération générale du travail unitaire (CGTU), en 1922, Martha Desrumaux avait en effet choisi d'aller vers le courant minoritaire. En 1924, elle crée la section CGTU de Comines. À la suite de luttes communes et sous la pression des ouvriers, les deux syndicats refusionnent. Martha Desrumaux est reconnue comme militante syndicale de confiance. Elle est amenée à prendre de plus en plus de responsabilités. En 1935, c'est elle qui représente la CGTU au comité de fusion avec la CGT et qui est chargée de leur réunification dans le Nord.
En 1936, dans le sillage de Léon Jouhaux et Léon Blum, elle devient l'une des grandes animatrices de la stratégie de Front populaire dans le Nord. Jean Renoir la repère pour jouer son propre rôle dans le film La vie est à nous, consacré à cette campagne électorale. Elle est la seule femme membre de la délégation ouvrière aux accords Matignon. Benoît Frachon s'appuie sur elle pour négocier des augmentations de salaires importantes face au patronat, qui refusait jusque-là le moindre geste. Cette même année 1936, elle est aux côtés de Danielle Casanova lors de la création de l'Union des jeunes filles de France, dont Martha Desrumaux prend la direction pour le Nord. C'est le pendant féminin des Jeunesses communistes, qui milite pour l'émancipation des jeunes femmes et l'égalité entre les sexes. L'année suivante, elle s'implique aussi pour aider les Républicains espagnols et faire partir les volontaires des Brigades internationales.
Au sujet du Pacte germano-soviétique (1939), elle déclare a posteriori : « Il fallait le faire » et ne critique pas Joseph Staline.

### Seconde Guerre mondiale: Résistance et déportation
Menacée par la répression anti-communiste en septembre 1939, elle se réfugie en Belgique auprès du dirigeant de l'Internationale communiste Eugen Fried.
Dès le mois de mai 1940, le Nord-Pas-de-Calais est occupé par la Wehrmacht. Martha Desrumaux revient à Lille et réorganise le Parti communiste clandestinement. Son mari est mobilisé puis prisonnier de guerre et elle n'a plus de domicile depuis une perquisition de 1939. Fin mai 1940, elle réunit à Dechy, dans le Douaisis, une dizaine de mineurs qui élaborent un cahier de revendications imprimé par un petit imprimeur, diffusé à cinq mille exemplaires. Selon Auguste Lecoeur, Martha Desrumaux donnait des consignes légalistes quasiment pro-allemandes et envoyait des délégations de grévistes directement à la Kommandantur défendre les revendications des mineurs, ce qu'elle a démenti, tout comme les divergences au sein du Parti communiste français entre les directions du Nord et du Pas-de-Calais.
En juin 1940 dans la région de Lille, le groupe auquel elle appartient distribue des tracts en langue allemande et, en juillet 1940, elle évoque le projet d'une grève des mineurs. À partir de l'automne 1940, Auguste Lecœur et Julien Hapiot développent l'action dans le Pas-de-Calais. De septembre 1940 à mai 1941, plusieurs arrêts de travail et des manifestations de femmes mobilisent les familles de mineurs du bassin minier. Du 27 mai au 9 juin 1941, cent mille mineurs sont en grève et la production est totalement arrêtée.
Elle devient une figure de la résistance intérieure française[réf. nécessaire] ou sera présentée comme telle par le PCF après la guerre. Ses faits de résistance seront évoqués par Maurice Thorez le 12 mars 1943, qui rédige depuis l'Union soviétique une évaluation positive de son activité.
Dénoncée par le préfet du Nord, Fernand Carles (1886-1945), elle est arrêtée par la Gestapo le 26 août 1941 à Lille. Mise au secret à la prison de Loos, elle est transférée dans les prisons allemandes puis déportée en mars 1942 au camp de Ravensbrück. Elle y organise le soutien des plus faibles avec Geneviève de Gaulle-Anthonioz et Marie-Claude Vaillant-Couturier. Malgré les conditions de vie extrêmes, les maltraitances, les privations, les maladies, les femmes trouvent des moyens de résister à leurs geôliers en sabotant leurs outils de travail ou encore en donnant un peu d'humanité aux nouvelles arrivantes. Martha Desrumaux est atteinte du typhus. Elle est libérée de Ravensbrück et rapatriée par la Croix-Rouge en avril 1945. Elle fait partie des 300 premières Françaises libérées de Ravensbrück en échange de 464 internés civils allemands détenus au camp de la Chauvinerie, près de Poitiers. Quittant Ravensbrück le 5 avril 1945, le convoi de camions atteint Kreuzlingen, en Suisse le 9 avril. Le 10 avril, les déportées rescapées traversent la Suisse en train, aboutissant à Annemasse (Haute-Savoie). Elles arrivent à la gare de Lyon, à Paris, le 14 avril, accueillies par le général de Gaulle et des représentants du PCF. Dans la liste des rapatriées établie par le CICR, elle apparaît sous le nom de Manguine. Parmi les autres 300 femmes libérées, on peut citer Noëlla Rouget.
Dès son retour, elle tient à participer à un meeting pour expliquer les horreurs du système concentrationnaire.

### Élue, représentante des déportés et militante féministe
Le droit de vote et d'éligibilité est accordé aux femmes en 1944. Martha Desrumaux est élue aux élections de 1945 au conseil municipal de Lille. Celle qui était surnommée « la pasionaria du Nord » reprend ses responsabilités à l'Union des syndicats CGT du département. Elle en est co-secrétaire avec Marcel Tourbier. Nommée déléguée à l'Assemblée consultative en 1945, au titre des représentants des prisonniers et déportés, elle n'a pu y siéger bien longtemps, étant malade. En 1950, elle est contrainte de se démettre de ses fonctions à l'Union départementale des syndicats CGT.
Après 1950, elle s'occupe de la Fédération nationale des déportés et internés résistants et patriotes pour défendre les droits des anciens déportés résistants et faire connaître leurs valeurs. Ouvrière et féministe, elle a toujours milité afin que les jeunes filles et les femmes puissent prendre des responsabilités au sein du mouvement syndical et des organisations politiques. Durant les Trente Glorieuses, la société ne semble pas évoluer assez vite pour elle. Elle va donc continuer à militer pour l'émancipation des femmes, au sein de l'Union des femmes françaises, née en 1945, association qui évoluera sous le nom de Femmes solidaires.
Martha Desrumaux meurt le 30 novembre 1982, le même jour que son mari Louis Manguine, lui-même ancien métallurgiste et syndicaliste. Ils sont enterrés à Évenos (Var), où ils s'étaient retirés à la fin de leur vie.

## Distinction

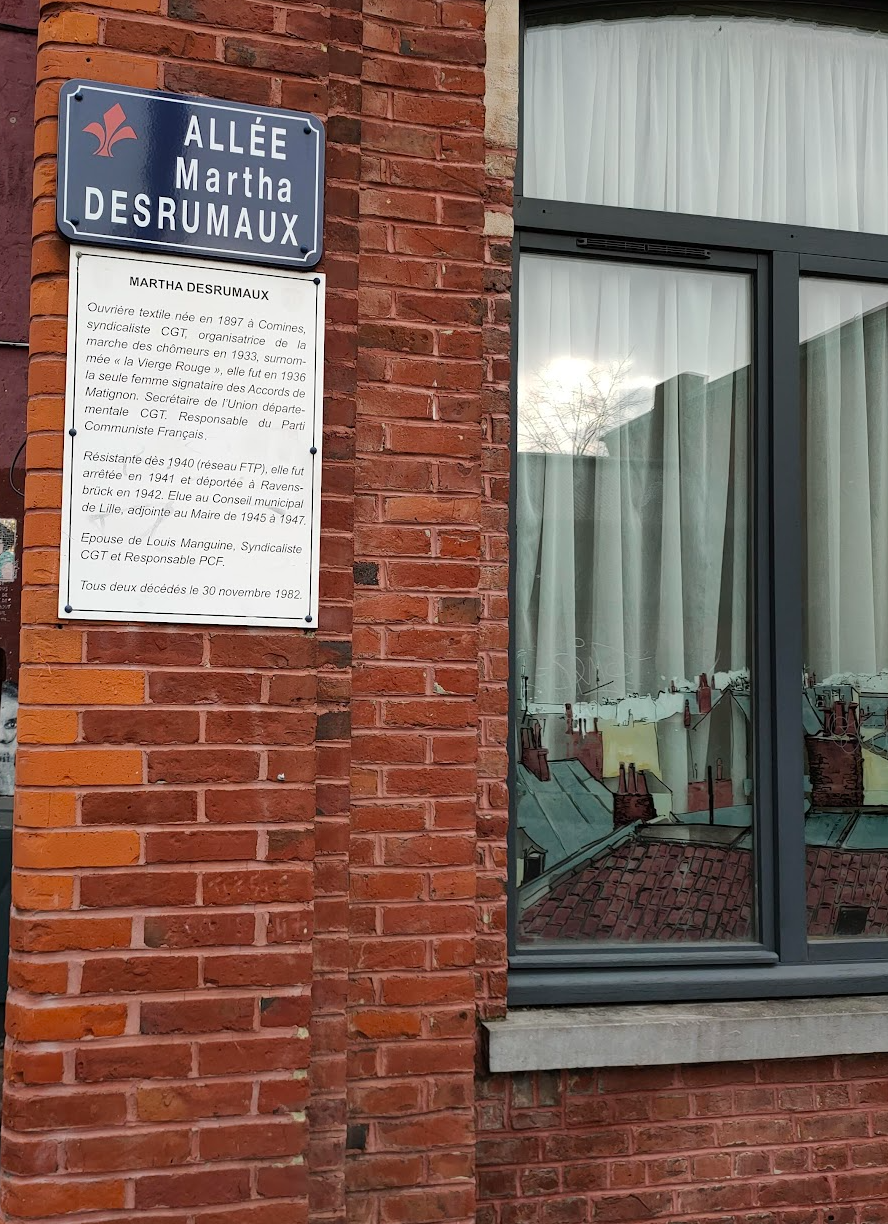
Allée Martha-Desrumaux à Wazemmes en février 2023.

- Médaille de la Résistance française (décret du 15 juin 1946)[15]

## Hommages
En tant que l'une des célèbres détenues du camp de concentration de Ravensbrück, Martha Desrumaux a été commémorée publiquement lors des célébrations de la libération au Mémorial national de Ravensbrück de la République démocratique allemande (RDA).
En 2019, la ville de Paris honore la mémoire de Martha Desrumaux en donnant son nom à un espace vert, le jardin Martha-Desrumaux, dans le 12e arrondissement,.
Le 15 novembre 2019, au collège Matisse de Lille, a lieu l'inauguration du nouveau nom du collège, Martha Desrumaux, en présence des élus locaux, du président du département du Nord, de la rectrice de l'académie et de la petite fille de Martha Desrumaux.
Il existe une rue Martha-Desrumaux à Évenos (Var) depuis mars 2020.
Il existe une allée Martha-Desrumaux dans le quartier Wazemmes à Lille.
À Montauban (Tarn-et-Garonne), une impasse Martha-Desrumaux a vu le jour en 2023, proche du secteur du Fau et de Sapiac, en face le lycée Pierre-Marie Théas.
Elle fait partie des 16 femmes dont le parcours est présenté dans le cadre de l'exposition temporaire « Déportées à Ravensbrück, 1942-1945 » organisée par les Archives nationales (site de Pierrefitte-sur-Seine) du 3 février au 16 juin 2023.
Depuis le 27 décembre 2022, un hommage est rendu à Martha Desrumaux, affichée en haut du beffroi de Comines. Une demande afin d'accéder au Panthéon accompagne l'affiche, qui restera durant un an. Cette demande fait suite aux précédentes demandes de panthéonisation auprès du président de la République.

### Filmographie
- Le Souffle de Martha, de François Perlier, 2020.